# Krzysztof Jeziorski
Krzysztof Grzegorz Jeziorski (ur. 10 maja 1958) – profesor nadzwyczajny, doktor habilitowany nauk medycznych, polski lekarz onkolog.

## Życiorys
Akademia Medyczna w Warszawie / I Wydział Lekarski / 1977 - 1983

### Profesor nadzwyczajnyCentrum Onkologii - Instytutu im. Marii Skłodowskiej-Curie w Warszawie
- 2009 / Stopień naukowy - doktor habilitowany nauk medycznych (onkologia)
- 2003 / Specjalizacja z onkologii klinicznej
- 1992 / Stopień naukowy - doktor nauk medycznych
- 1991 / Specjalizacja II° w zakresie chemioterapii nowotworów
- 1987 / Specjalizacja I° w medycynie ogólnej
- 1983 / Lekarz

Członek European Society for Hyperthermic Oncology / Europejskiego Towarzystwa Hipertermii Onkologicznej
Członek Założyciel i Wiceprezes Pierwszego Zarządu Polskiego Towarzystwa Hipertermii Onkologicznej

### Centrum Onkologii Instytut im. Marii Skłodowskiej-Curie w Warszawie/ 1991 - obecnie
- 2012 - obecnie / Profesor Poradni Onkologicznej Centrum Onkologii
- 2011 - 2012 / Pełniący obowiązki Kierownika Oddziału Zachowawczego Kliniki Nowotworów Układu Pokarmowego
- 2001 - 2010 / Kierownik Oddziału Zachowawczego Kliniki Nowotworów Górnego Odcinka Układu Pokarmowego

### Narodowy Instytut Geriatrii, Reumatologii i Rehabilitacji w Warszawie
- 2015 - obecnie / Kierownik Zakładu Dydaktyki

### Polskie Przychodnie Specjalistyczne Sp. z o.o. / BiałaOnkologia.pl™
- 2015 - obecnie / Dyrektor Medyczny

### Państwowa Szkoła Wyższa im. Jana Pawła II w Białej Podlaskiej
- 2013 - 2015 / Dziekan Wydziału Nauk o Zdrowiu i Nauk Społecznych

### Instytut Onkologii i Hipertermii Sp. z o.o. w Warszawie
- 2011 - 2013 / Dyrektor Medyczny

### Międzynarodowa Organizacja ds. Migracji w Genewie
- 2003 - 2004 / National Medical Officer

### Instytut Historii Nauki, Techniki i OświatyPolskiej Akademii Nauk w Warszawie
- 1986 - 1991 / Starszy asystent, Adiunkt

### Instytut Centrum Medycyny Doświadczalnej i Klinicznej Polskiej Akademii Nauk w Warszawie
- 1984 - 1986 / Starszy asystent

### Centralny Szpital Kliniczny Akademii Medycznej w Warszawie
- 1983 - 1984 / Staż podyplomowy

## Odznaczenia
Odznaczony Orderem Św. Stanisława.

## Publikacje
- Cwikla JB, Nasierowska-Guttmejer A, Jeziorski KG, Cichocki A, Zgliczynski W, Stepień K, Seklecka N, Durlik M, Malkowski B, Walecki J., Diagnostic imaging approach to gastro-entero-pancreatic carcinomas of neuroendocrine origin – single NET center experience in Poland, Neuro Endocrinol Lett. 2007 Dec;28(6):789-800.
- Borkowski M, Jeziorski KG. Próba zastosowania elektrostymulacji powierzchniowej w leczeniu zespołu stopy cukrzycowej. Pol Tyg Lek 1988; 43: 56-58.
- Tyczyński J, Zatoński W, Jeziorski KG. Analiza epidemiologiczna zachorowalności i umieralności na nowotwory złośliwe jądra w Polsce w latach 1963 – 1986. Pol Tyg Lek 1990; 45: 661-664.
- Przewoźniak K, Zatoński W, Jeziorski K. Zmiany w postawach wobec palenia tytoniu w miastach i na wsi w Polsce w latach 1974 – 1987. Med Dydakt  Wych 1993; 25: 44-51.
- Jeziorski KG. Rozwój wiedzy embriologicznej w warszawskim środowisku medycznym a ewolucjonizm (1859 – 1939). Warszawa: Wydawnictwo IHNOiT PAN. 1992.
- Lutz MP, Wilke H, Wagener DJ, Vanhoefer U, Jeziorski K, Hegewisch-Becker S, Balleisen L, Joossens E, Jansen RL, Debois M, Bethe U, Praet M, Wils J, Van Cutsem E; European Organisation for Research and Treatment of Cancer Gastrointestinal Group; Arbeitsgemeinschaft Internistische Onkologie, Weekly infusional high-dose fluorouracil (HD-FU), HD-FU plus folinic acid (HD-FU/FA), or HD-FU/FA plus biweekly cisplatin in advanced gastric cancer: randomized phase II trial 40953 of the European Organisation for Research and Treatment of Cancer Gastrointestinal Group and the Arbeitsgemeinschaft Internistische Onkologie, J Clin Oncol. 2007 Jun 20;25(18):2580-5.
- Matsumoto H, Jeziorski K. Leczenie opiatowych zespołów odstawiennych (rys historyczny). Pol Tyg Lek 1984; 39: 1433-1436.
- Szczypiorski P, Borkowski M, Jeziorski KG. Fizjologiczne podstawy działania elektrostymulacji powierzchniowej w terapii niektórych chorób naczyniowych. Pol Tyg Lek 1985; 40, 313-316.
- Jeziorski KG. Neurogenne zaburzenia przepływu krwi w patogenezie zespołu stopy cukrzycowej. Pol Tyg Lek 1985; 40: 531-534.
- Borkowski M, Jeziorski KG. Postępy w leczeniu zespołu stopy cukrzycowej. Pol Tyg Lek 1986; 41: 1500-1501.
- Gish RG, Porta C, Lazar L, Ruff P, Feld R, Croitoru A, Feun L, Jeziorski K, Leighton J, Gallo J, Kennealey GT., Phase III randomized controlled trial comparing the survival of patients with unresectable hepatocellular carcinoma treated with nolatrexed or doxorubicin, J Clin Oncol. 2007 Jul 20;25(21):3069-75.
- Zatoński W, Jeziorski K. Leczenie uzależnienia od tytoniu. Nowości Farmakoterapii 2000, 1: 24-26.
- Mészaros J, Drews M, Jeziorski K, Osuch-Wójcikiewicz E. Połowniak-Pracka H, Sowiński P, Stachlewska E. Zasady antybiotykoterapii w chirurgii onkologicznej. Szawłowski AW, Szmidt J (red.). Zasady diagnostyki i chirurgicznego leczenia nowotworów w Polsce. Warszawa: Wyd. Fundacja – Polski Przegląd Chirurgiczny; 2003, s. 12-22.